# Jay Forrester
Jay Wright Forrester (Anselmo, Nebraska, 14 juli 1918 - Concord, 16 november 2016) was een Amerikaans wetenschapper op het gebied van het operationeel onderzoek en professor aan de Sloan School of Management van het MIT. 
Forrester was een pionier op het gebied van technische informatica en computersimulatie. Forrester werd bekend door zijn simulatiemodel voor de publicatie De grenzen aan de groei. Hij was erelid van de Club van Rome.
In 1972 ontving hij de IEEE Medal of Honor.